# Suec modern
El suec modern és el suec parlat durant l'edat moderna.

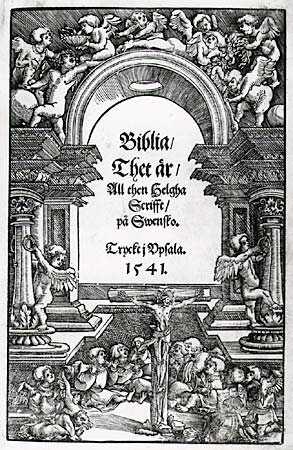
Portada de la Bíblia de Gustau Vasa del 1541. El títol traduït al català és: "La Bíblia / És a dir / Les Sagrades Escriptures / en Suec. Impresa a Uppsala. 1541".

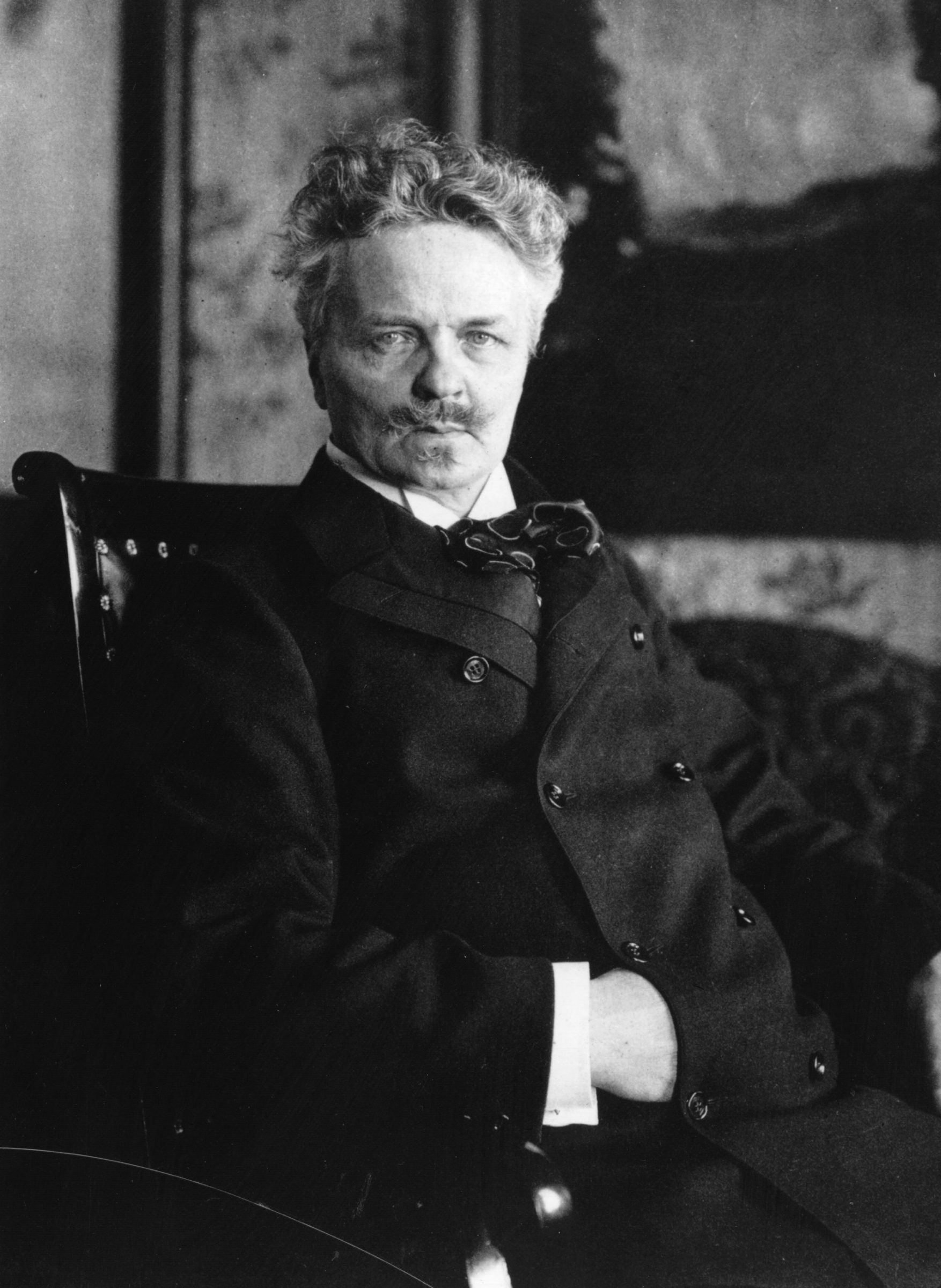
August Strindberg, un dels escriptors més influents en la literatura del suec modern.

El suec modern (en suec: nysvenska) comença amb l'arribada de la impremta i la Reforma. El 1541, després d'assumir el poder, el nou monarca Gustau Vasa ordenà una traducció en suec de la Bíblia, coneguda habitualment com a Bíblia de Gustau Vasa. La traducció fou considerada tan reeixida i influent que, amb la incorporació de revisions en edicions posteriors, romangué la traducció més comuna de la Bíblia fins al 1917. Els traductors principals foren Laurentius Andreæ i els germans Laurentius i Olaus Petri.
La Bíblia de Vasa és sovint considerada un compromís raonable entre l'antic i el nou; mentre que no es corresponia amb la llengua parlada col·loquial dels seus temps, no era massa conservadora en el seu ús de formes arcaiques. Fou un pas important vers una ortografia sueca més consistent. Establí l'ús de les vocals å, ä, i ö, així com la forma ck en lloc de kk, distingint-la clarament de la Bíblia danesa, potser de manera intencional a causa de la rivalitat persistent entre ambdós països. Els tres traductors provenien del centre de Suècia, cosa que és generalment es considera com que afegí trets específics del suec central a la nova Bíblia.
Encara que pugui semblar que la traducció de la Bíblia marcà un precedent molt important per les normes ortogràfiques, de fet l'ortografia esdevingué menys consistent durant la resta del segle. No fou fins al segle xvii que es començà a discutir sobre l'ortografia, més o menys a l'època en què s'escrigueren les primeres gramàtiques. El debat sobre l'ortografia durà fins a principis del segle xix, i no fou fins a la segona meitat del segle xix que l'ortografia definí normes generalment acceptades.
Les majúscules no estaven normativitzades en aquella època. Depenia dels autors i del seu rerefons. Aquells que estaven influenciats per l'alemany posaven majúscules a tots els substantius, mentre que els altres utilitzaven menys les majúscules. Tampoc no era sempre evident quines lletres calia posar en majúscules, degut als tipus gòtics que s'utilitzaren per imprimir la Bíblia. Aquests tipus foren usats fins a mitjans del segle xviii, quan fou gradualment substituïda per uns tipus llatins (sovint antiqua).
Un dels canvis importants en la fonètica durant aquest període fou l'assimilació gradual de diferents grups consonàntics en la consonant fricativa alveolar sorda ([ʃ]) i més endavant en [ɧ]. També hi hagué una palatalització de [g] i [k] en [j] i de la friactiva [ɕ] davant les vocals anteriors. La fricativa velar [ɣ] també es transformà en l'oclusiva [g].